# リム (クレーター)

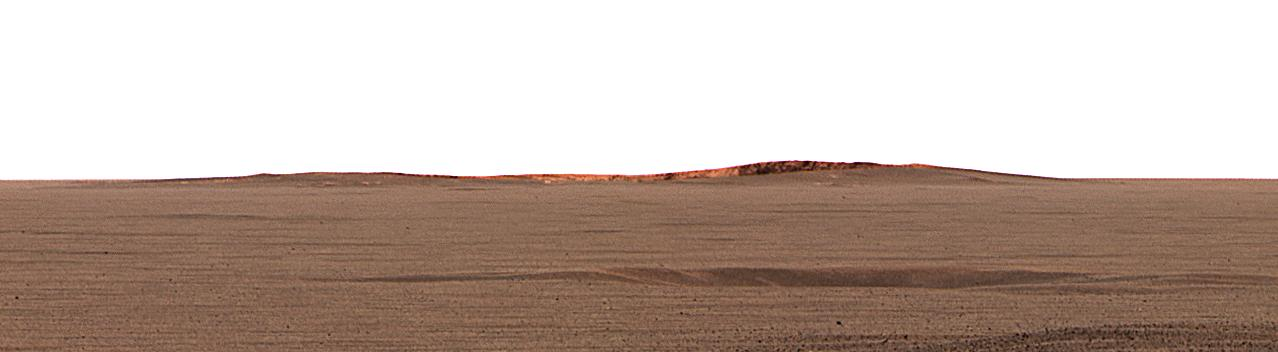
イーグル・クレーターのオポチュニティから望む火星のエンデュランス・クレーター。リムの部分が盛り上がって見えている。

リム（英語: rim）とは、クレーターの端部に存在する、リング状に土地が高くなっている部分の事である。ただし、リムの部分にとりわけ高くなっている場所が存在しない場合には、リムの語は単にクレーター内の平地から傾斜地になる部分の線の事を示す事もある。また、狭義では、その高まりの中での山頂に当たる部分の事を指す事もある。なお「rim」は「縁」を意味する英語であるわけだが、その意味通り、リムは基本的にクレーターの縁の部分に存在する。地球上のクレーターのリムの部分は、一般に、まるで火成岩のような鉱物が見られることから、隕石衝突の際、リムには一度融解した部分があると考えられている。また、例えばオーストラリア大陸に現存するゴッシズ・ブラフ・クレーターのリムのように、クレーターのリムの端の部分の内側には、シャッターコーン（シャタコーン）と呼ばれる、クレーターの底から空の方向へと走る無数の縦方向の縞模様のような筋が観察される場合もある。

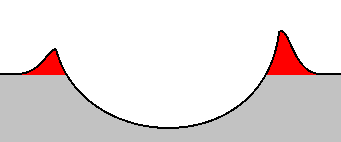
赤く示されている部分がクレーターに於いてリムに相当する部分である。